# NGC 7004
NGC 7004 est une vaste galaxie lenticulaire barrée située dans la constellation de l'Indien. Sa vitesse par rapport au fond diffus cosmologique est de 7 410 ± 42 km/s, ce qui correspond à une distance de Hubble de 109,3 ± 7,7 Mpc (∼356 millions d'al). NGC 7004 a été découverte par l'astronome britannique John Herschel en 1834.
Selon la base de données Simbad, NGC 7004 est une galaxie active de type Seyfert 2
À ce jour, une mesure non basée sur le décalage vers le rouge (redshift) donne une distance d'environ 102 Mpc (∼333 millions d'al). Cette valeur est à l'intérieur des valeurs de la distance de Hubble.
NGC 7004 et NGC 7002 forment une paire de galaxies.

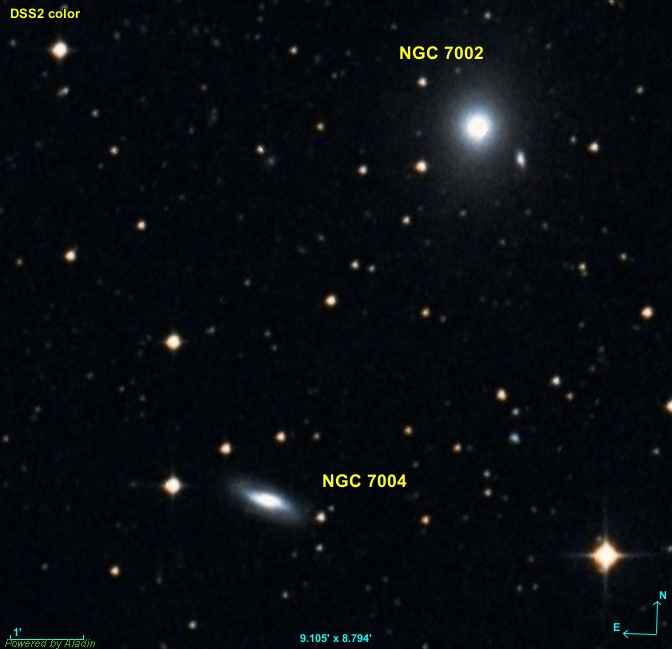
La paire de galaxies NGC 7002 et NGC 7004.